# Ing-Marie Carlsson
Ing-Marie Gunilla Jessica Carlsson (født 25. februar 1957 i Jönköping) er en svensk skuespillerinde, der har optrådt i over 60 film og tv-serier.
Carlsson studerede på Teaterhögskolan i Stockholm og dimitterede i 1982. Hun har været ansat på teatre som Götateatern og Borås stadsteater.

## Udvalgt filmografi
- Ene hane i kurven (1981)
- Falsk som vand (1985)
- Mit liv som hund (1985)
- Black Jack (1990)
- Englegård (1992)
- Brandbilen som forsvandt (1993)
- Slangebøssen (1993)
- Strisser, strisser (1993)
- Manden på balkonen (1993)
- Bert (tv-serie, 1994)
- Englegård - næste sommer (1994)
- Tre kronor (tv-serie, 1994-1997)
- Bert - den sidste uskyld (1995)
- Reine og Mimmi i fjeldet (1997)
- Julens hjältar (julekalender, 1999)
- Hånden på hjertet (2000)
- Viktor og hans brødre (kortfilm, 2002)
- Olivia Twist (tv-serie, 2002)
- Sex, håb og kærlighed (2005)
- Kommissionen (tv-serie, 2005)
- Wallander (tv-serie, 2006)
- Kvarteret Skatan (tv-serie, 2006)
- Beck (tv-serie, 2006-2007)
- Livet i Fagervik (tv-serie, 2008-2009)
- Maria Wern (tv-serie, 2010)
- Englegård - alle gode gange 3 (2010)
- Selmas saga (julekalender, 2016)
- Monky - en lille abe med en stor hemmelighed (2017)
- Familien Löwander (tv-serie, 2018)
- Mord i Skærgården (tv-serie, 2020-2022)
- Lykkebugten (tv-serie, 2021)
- Gåsmamman (tv-serie, 2021-2022)